# Waldbach (Hallstatt)
Der Waldbach ist ein Zufluss zum Hallstätter See im oberösterreichischen Salzkammergut.

## Geographie

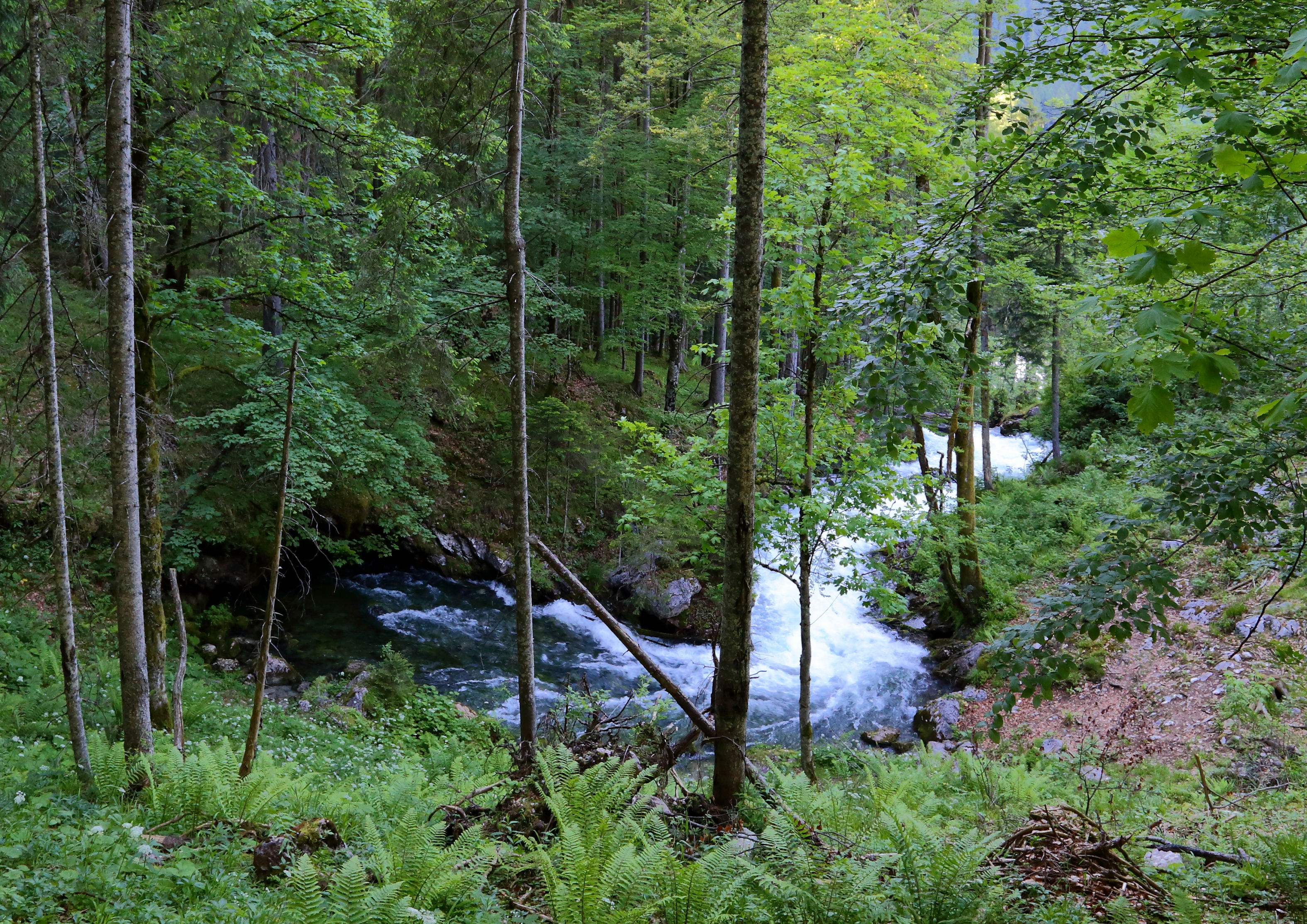
Ursprungsquelle des Waldbaches

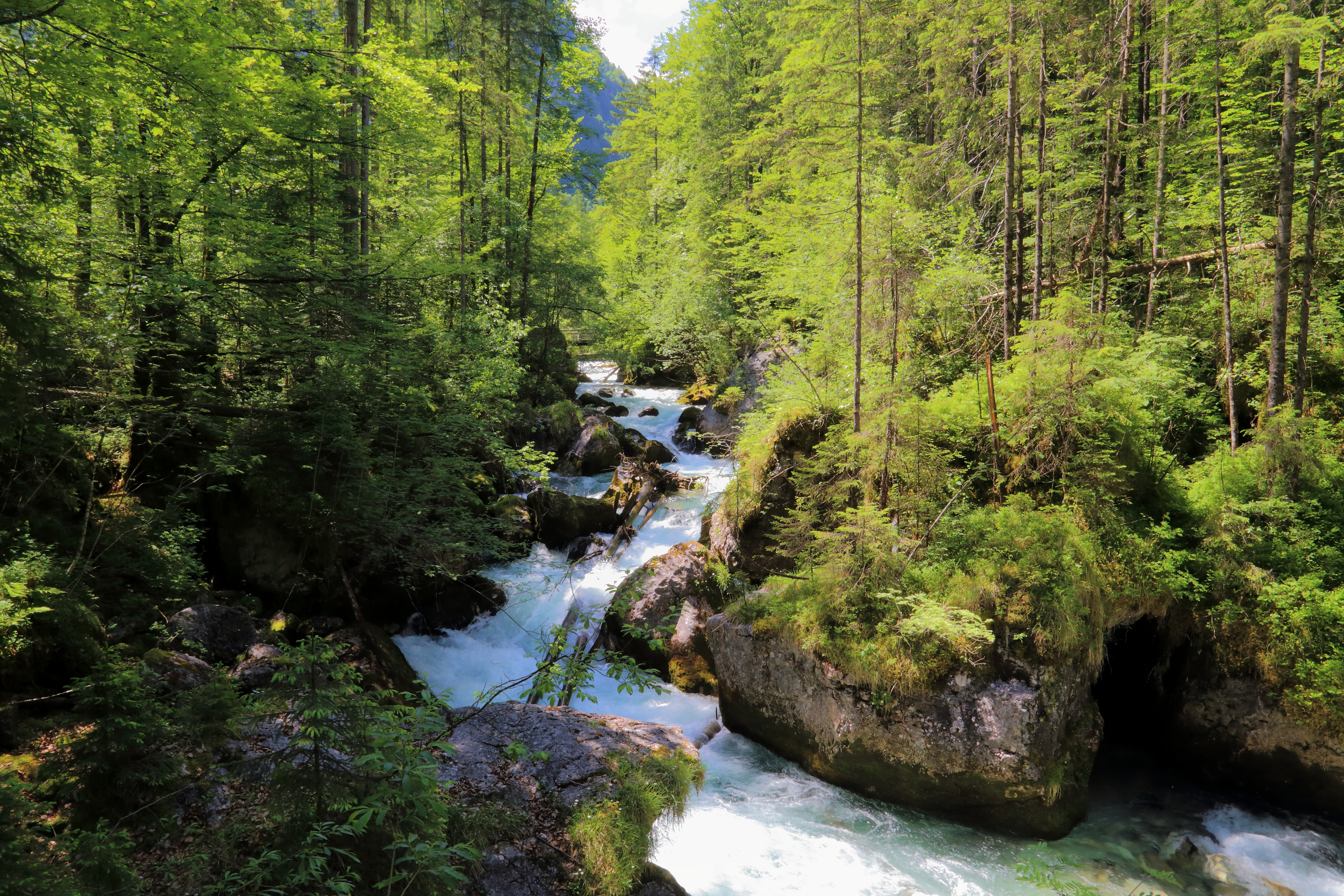
Waldbach im wildromantischen Echerntal

### Waldbachursprung
Der Waldbach entspringt westlich von Lahn im Waldbachursprung am Fuße des Dachsteinmassivs. Es handelt sich um eine der größten Karstquellen Österreichs. Im Mittel treten rund 3100 Liter Wasser pro Sekunde aus der Quelle aus. Die Quellschüttung schwankt allerdings stark, sie kann bei starken Regenfällen oder Schneeschmelze auf über 10.000 l/s ansteigen und bei längerer Trockenheit auf wenige 10 l/s zurückgehen. Das Quellwasser stammt einerseits aus dem Hallstätter Gletscher, andererseits aus dem Hinteren Gosausee. Durch ein Höhlensystem fließt es zum Waldbachursprung, wo es wieder zutage tritt. Vom See bis zur Quelle benötigt das Wasser dabei rund 165 Stunden.

### Verlauf
Nach seiner Quelle stürzt er die Waldbachstrub ins Echerntal hinunter. Es ist eine von eiszeitlichen Gletschern geformte Klamm. Sie ist von senkrechten Felswänden eingefasst. Als 150 m hoher Wasserfall mündet dem Waldbach von links der Lauterbach zu. Der Waldbach fließt in Lahn in den Hallstätter See.

## Hydrologie
Das oberirdische Einzugsgebiet des Waldbachs misst 36,0 km². Der mittlere Abfluss am Pegel Waldbachstrub beträgt 3,43 m³/s. Die extrem hohe Abflussspende von 109,6 l/(s·km²) lässt sich dadurch erklären, dass es sich um ein Karstgebiet handelt und das tatsächliche unterirdische Einzugsgebiet wesentlich größer ist als das dem Oberflächenrelief entsprechende. Auch die starke Schwankung der Quellschüttung und damit des Abflusses mit Niederschlägen und der Schneeschmelze im Frühjahr ist auf die Lage im Karst zurückzuführen. Der abflussreichste Monat ist der Juni mit einem mittleren Abfluss von 8,93 m³/s, dem 35-fachen des abflussärmsten Monats Februar (0,25 m³/s).

## Kraftwerk
In den Jahren 2012/13 wurde um 6,5 Millionen Euro im Echerntal ein Wasserkraftwerk mit einer Leistung von 4,1 Megawatt errichtet. Nächst der Ursprungsquelle werden rund 1500 Liter Wasser pro Sekunde (ein Drittel der gesamten Wassermenge) abgezweigt und über eine Hochdruckleitung dem rund 330 Meter tiefer gelegenen Kraftwerk zugeführt. Eigentümer des Kraftwerkes sind zu 51 % die Österreichische Bundesforste und zu 49 % die Marktgemeinde Hallstatt.

## Kunst

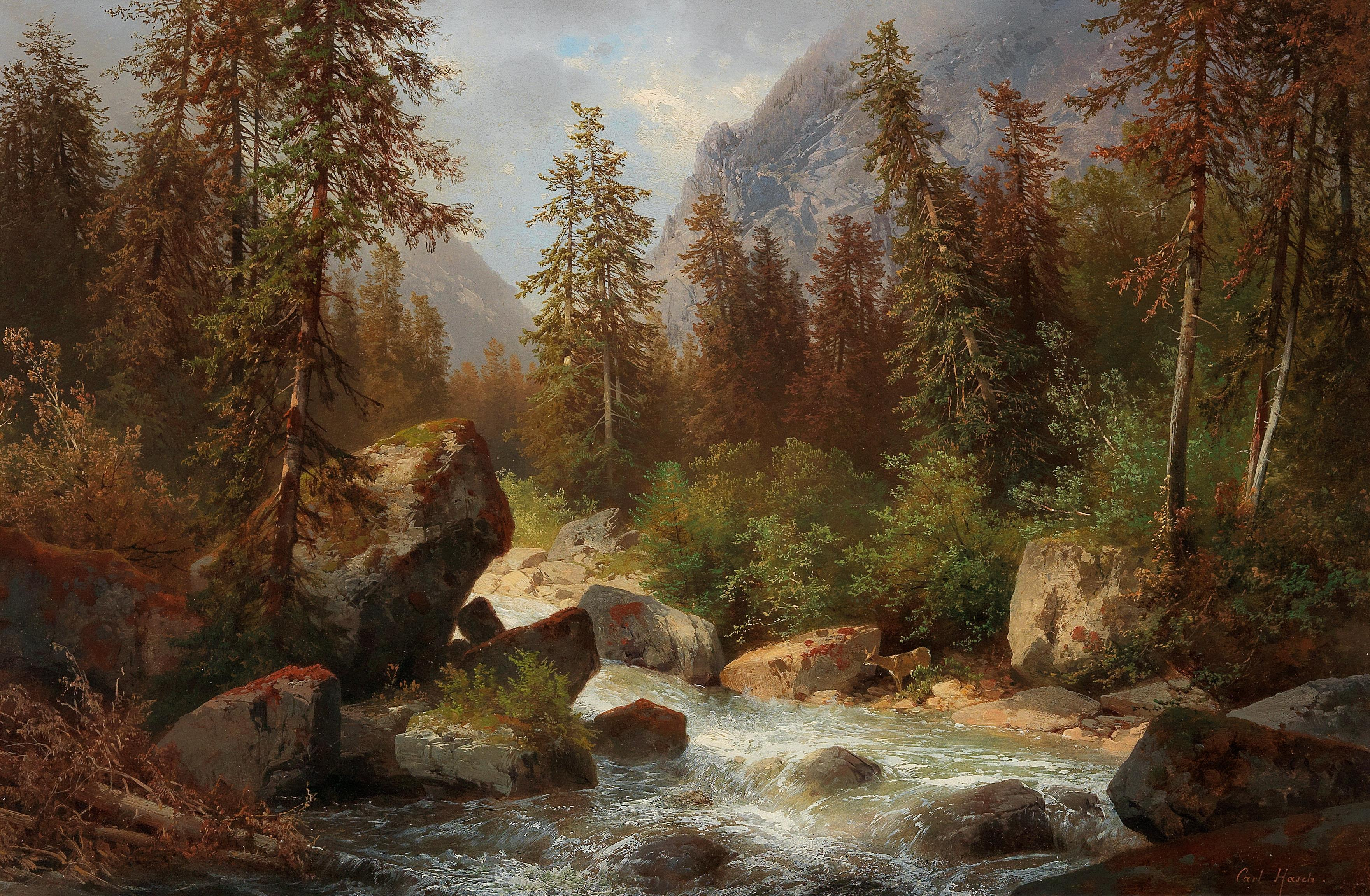
Carl Hasch: Partie am Waldbachstrupp bei Hallstatt (spätestens 1897)

Zahlreiche berühmte Maler der österreichischen Romantik wie Friedrich Gauermann (1807–1862) oder Johann Fischbach (1797–1871) oder Rudolf von Alt (1812–1905) malten das wild-romantische Echerntal mit dem Waldbach.